# Kleinfeld (Spielfeld)
Kleinfeld ist ein verkleinertes Spielfeld, das insbesondere im Fußball-Jugendbereich und im Hallensport (z. B. Unihockey (in Deutschland und Österreich: Floorball)) genutzt wird.

## Bezeichnung
Der Begriff Kleinfeld bezeichnet allgemein ein kleineres Spielfeld in verschiedenen Sportarten. Er wird vor allem dort verwendet, wo im Vergleich zu den offiziellen Standardmaßen kleinere Felder eingesetzt werden.

## Fußball
Im Jugendfußball wird häufig auf Kleinfeldern gespielt, meist mit sieben Spielern pro Mannschaft. Das Spielfeld entspricht ungefähr der Hälfte eines Standardfeldes, mit Mindestmaßen von 45 × 27 m und Höchstmaßen von 60 × 45 m.
Die grundlegende Struktur umfasst Seitenlinien, Torlinien, Mittellinie, Anstoßpunkt, Strafraum und Strafstoßpunkt (9 m vom Tor). Die reduzierte Feldgröße fördert Technik, Spielverständnis und Ballnähe, da auf engem Raum gespielt wird.

## Unihockey
Im Unihockey wird eine Kleinfeld-Variante genutzt. Die Spielfeldmaße betragen rund 24 × 14,5 m und ist mit einer etwa 50 cm hohen Bande begrenzt; der Torraum misst 3,0 × 4,5 m. Ihm ist ein Schutzraum vorgelagert, den nur der Torhüter betreten darf. Es spielen jeweils drei Feldspieler plus Torwart, und das Spielfeld weist sechs Bully-Punkte sowie einen Mittelpunkt auf. Meist werden in regionalen Ligen die Teilnehmer für eine Finalrunde ermittelt, in der dann an einem Wochenende der jeweilige nationale Meister ausgespielt wird.